# 布鲁诺·罗德里格斯·帕里利亚
布鲁诺·爱德华多·罗德里格斯·帕里利亚（英語：Bruno Eduardo Rodríguez Parrilla，1958年1月22日—），古巴政治家、律师，1995年至2003年任古巴常驻联合国代表，现任古巴外交部长。